# Trichothelium nanum
Trichothelium nanum är en lavart som beskrevs av Malcolm & Vezda. Trichothelium nanum ingår i släktet Trichothelium och familjen Porinaceae.   Inga underarter finns listade i Catalogue of Life.